# Ліл (Північна Дакота)
Ліл (англ. Leal) — місто (англ. city) в США, в окрузі Барнс штату Північна Дакота. Населення — 27 осіб (2020).

## Географія
Ліл розташований за координатами 47°6′18″ пн. ш. 98°18′55″ зх. д. / 47.10500° пн. ш. 98.31528° зх. д. (47.104950, -98.315390).  За даними Бюро перепису населення США в 2010 році місто мало площу 0,36 км², уся площа — суходіл. В 2017 році площа становила 0,33 км², уся площа — суходіл.

### Клімат
| Клімат : Ліл          | Клімат : Ліл | Клімат : Ліл | Клімат : Ліл | Клімат : Ліл | Клімат : Ліл | Клімат : Ліл | Клімат : Ліл | Клімат : Ліл | Клімат : Ліл | Клімат : Ліл | Клімат : Ліл | Клімат : Ліл | Клімат : Ліл |
| Показник              | Січ.         | Лют.         | Бер.         | Квіт.        | Трав.        | Черв.        | Лип.         | Серп.        | Вер.         | Жовт.        | Лист.        | Груд.        | Рік          |
| Середній максимум, °C | −6,7         | −3,9         | 3,3          | 12,8         | 20,6         | 25,0         | 27,8         | 27,2         | 21,1         | 12,8         | 2,2          | −4,4         | 11,6         |
| Середній мінімум, °C  | −17,2        | −13,9        | −7,2         | 0,0          | 6,7          | 12,2         | 14,4         | 12,8         | 7,2          | 0,6          | −7,2         | −13,9        | −0,4         |
| Норма опадів, мм      | 14           | 13           | 20           | 32           | 66           | 76           | 80           | 57           | 41           | 35           | 16           | 12           | 462          |
| --------------------- | ------------ | ------------ | ------------ | ------------ | ------------ | ------------ | ------------ | ------------ | ------------ | ------------ | ------------ | ------------ | ------------ |
| Джерело: MSN.com      |              |              |              |              |              |              |              |              |              |              |              |              |              |

## Демографія
Згідно з переписом 2010 року, у місті мешкало 20 осіб у 10 домогосподарствах у складі 6 родин. Густота населення становила 56 осіб/км².  Було 11 помешкання (31/км²).
Расовий склад населення:
| - 95,0 % — білих |

До двох чи більше рас належало 5,0 %. Частка іспаномовних становила 0,0 % від усіх жителів.
За віковим діапазоном населення розподілялося таким чином: 15,0 % — особи молодші 18 років, 70,0 % — особи у віці 18—64 років, 15,0 % — особи у віці 65 років та старші. Медіана віку мешканця становила 53,0 року. На 100 осіб жіночої статі у місті припадало 53,8 чоловіків;  на 100 жінок у віці від 18 років та старших — 70,0 чоловіків також старших 18 років.
За межею бідності перебувало 5,3 % осіб, у тому числі 0,0 % дітей у віці до 18 років та 0,0 % осіб у віці 65 років та старших.
Цивільне працевлаштоване населення становило 10 осіб. Основні галузі зайнятості: освіта, охорона здоров'я та соціальна допомога — 50,0 %, транспорт — 20,0 %, науковці, спеціалісти, менеджери — 10,0 %.